# Chirurgie oromaxilofacială
Chirurgia orală și maxilofacială este o specialitate chirurgicală axată pe chirurgia reconstructivă a feței,  chirurgia traumelor faciale, a cavității bucale, capului și gâtului, gurii și maxilarului, precum și chirurgie cosmetică.

## Specialitatea
Un chirurg oromaxilofacial este un specialist regional chirurg care tratează întreaga zonă craniofacială: anatomică a gurii, maxilarelor, feței și craniul uman, capul și gâtul, precum și structuriie asociate. În funcție de jurisdicția națională, chirurgia orală și maxilo-facială poate necesita o diplomă în medicină, stomatologie sau ambele.

### Subspecialități
Cchirurgii orali și maxilo-faciali, indiferent dacă posedă un grad unic sau dual, se pot specializa în continuare după rezidențiat, în cursuri de un an suplimentar de sub-specializare în  chirurgie orală și maxilofacială de formare în următoarele domenii:
- Chirurgie facială cosmetică, inclusiv pleoapa (blefaroplastie), nas (rinoplastie), lifting facial, ridicarea sprâncenelor, și resurfacing cu laser
- Traumatism cranio-maxilofacial, inclusiv zigomatic (osul obrazului), orbitale (soclu ochi), fracturi mandibulare și nazale, precum și lacerații ale țesuturilor moi faciale și leziuni penetrante gât
- Chirurgie craniofacială/chirurgie maxilofacială pediatrică, inclusiv chirurgie despicată a buzelor și palatului și chirurgie cranio-craniană, inclusiv avansarea fronto-orbitală și remodelarea (FOAR) și remodelarea totală a seifului
- Cancer la cap și gât și  reconstrucție microvasculară chirurgie cu clapetă gratuită
- Regenerarea maxilofacială, care este re-formarea regiunii faciale prin tehnica avansată de celule stem.